# Ярловці
Я́рловці (болг. Ярловци) — село в Перницькій області Болгарії. Входить до складу общини Трин.

## Населення
За даними перепису населення 2011 року у селі проживали 60 осіб.
Національний склад населення села:
| Національність   | Кількість осіб | Відсоток |
| ---------------- | -------------- | -------- |
| болгари          | 42             | 71,2%    |
| цигани           | 17             | 28,8%    |
| турки            | 0              | 0%       |
| інша             | 0              | 0%       |
| не визначились   | 0              | 0%       |
| Всього відповіли | 59             |          |

Розподіл населення за віком у 2011 році:
Динаміка населення: